# Håkon Lorentzen
Håkon Holmefjord Lorentzen (Bergen, 2 augustus 1997) is een Noors voetballer die sinds 2022 uitkomt voor Helmond Sport.

## Clubcarrière
Lorentzen genoot zijn jeugdopleiding bij Løv-Ham Fotball en SK Brann. Lorentzen maakte op 9 mei 2013 zijn officiële debuut in het eerste elftal van Brann: in de competitiewedstrijd tegen IK Start (2-0-zege) liet trainer Rune Skarsfjord hem in de 90e minuut invallen voor Erik Huseklepp. Met zijn 15 jaar en 280 dagen werd hij de jongste speler ooit die een officiële wedstrijd voor Brann speelde. Op diezelfde dag debuteerde er met Sander Svendsen (Molde FK een andere vijftienjarige in de Tippeligaen. Een nationaal record werd er die dag niet gebroken, want Zymer Bytyqi was 15 jaar en 261 dagen oud toen hij op 28 mei 2012 zijn officiële debuut maakte voor Sandnes Ulf.
In juli 2013 ondertekende hij een driejarig profcontract bij Brann. Hij werd zo de jongste speler ooit die een profcontract ondertekende bij de club.
In augustus 2022 ondertekende Lorentzen een tweejarig contract met optie op nog een extra seizoen bij de Nederlandse eerstedivisionist Helmond Sport.